# 신용균
신용균(申鎔均, 平山鎔均 1938년 10월 13일 ~ )은 전 KBO 리그 쌍방울 레이더스의 감독이다. 전직 한화 이글스의 불펜코치이다.
1938년 일본에서 태어나 에히메 현립 야와타하마고(愛媛県立八幡浜高等学校)를 졸업한 뒤 카메라 회사인 일본 야시카에서 사회인 야구를 했다. 언더핸드 투수로 1963년 국내에 들어와 싱커로 선풍을 일으켜‘싱커의 달인’이라는 별명이 있다. 1963년 제5회 아시아 야구 선수권 대회에서 에이스로 활약하며 일본을 꺾고 우승을 차지했다. 야구 사상 국제대회에서 일본을 꺾은 최초의 일이었으며, 이 대회에서 신용균은 최우수선수상을 받으며 일약 스타덤에 올랐다. 2012년까지 KIA 타이거즈의 3군 투수코치를 맡았다.
한편, 1991년 말 쌍방울 부회장 겸 쌍방울 레이더스 구단주 대행으로 취임한 이용일 전 KBO 총재특보의 부름을 받아 1992년 시즌 뒤 3년 계약 형식을 통해 쌍방울 감독으로 취임했으며 이 과정에서 신용균과 똑같은 '일본통'이었던 이용일 쌍방울 레이더스 구단주 대행과 사이가 좋지 않은 김인식 초대감독이 계약 종료로 자연스럽게 물러났다.
하지만,   외국인 선수 영입과정에서 한동화 코치와 불화를 보여 결국 1년 만에 해임됐으며 후임으로는 본인(신용균)과 같은 재일동포였던 김성근 전 삼성 감독이 후임 물망에 올랐으나 계약 조건과 코치선임문제로 불발됐고 한동화 코치가 2년 계약 형식으로 감독 승격했지만 매년 유망주들을 쌍방울과 1992년 11월 3일부터 자매결연을 맺은 일본프로야구 팀인 야쿠르트 스왈로스의 가을 캠프에 보내던 관례를 거부하는 등 김인식 창단감독과 마찬가지로 미국야구 신봉자라 소위 '일본통'이었던 이용일 당시 구단주 대행과 사이가 좋지 않았으며 결국 1995년 시즌 연패를 반복하면서 하위권으로 추락하자 같은 해 5월 19일  감독에서 해임됐고 이 과정에서 사장 단장이 동시에 해임되기도 했다.
아울러,  쌍방울에서 젊은 선수들과 코치를 야쿠르트 가을캠프에 보내는 관례는 소위 '미국통'인  한동화 감독 부임과 함께 1993년을 끝으로 중단됐다가  1997년부터 재개되어 1998년까지 지속됐다.
이와 더불어, 신용균 감독 부임 과정에서 그 동안 하와이를 전지훈련지로 했던 것이 1993년부터 일본 히로시마현 구레시로 전지훈련지가 바뀌었고 1990년 태평양 이후 두 번째 구레시 전지훈련이기도 했으며 신용균 감독 후임이었던 한동화 감독은 매년 유망주들을 쌍방울과 1992년 11월 3일부터 자매결연을 맺은 일본프로야구 팀인 야쿠르트 스왈로스의 가을 캠프에 보내던 관례를 거부하는 등 김인식 창단감독과 마찬가지로 미국야구 신봉자라 소위 '일본통'이었던 이용일 당시 구단주 대행과 사이가 좋지 않았고 결국 1995년에는 구레시에서 호주 브리즈번(1차) 일본 미야자키(2차)로 전지훈련 장소가 바뀌었으며 1993년 시즌 후 2년 계약으로 취임한 한동화 감독은  1995년 시즌 연패를 반복하면서 하위권으로 추락하자 같은 해 5월 19일  감독에서 해임됐고 이 과정에서 사장 단장이 동시에 해임되기도 했으며 재일동포 김성근 감독이 10월 19일부터 3년 계약 형식으로 취임했고  쌍방울에서 젊은 선수들과 코치를 야쿠르트 가을캠프에 보내는 관례는 소위 '미국통'인  한동화 감독 부임과 함께 1993년을 끝으로 중단됐다가  1997년부터 재개되어 1998년까지 지속됐다.
한편, 쌍방울은 앞서 본 것처럼 1995년 10월 19일부터 김성근 감독이 3년 계약 형식으로 부임하면서 전지훈련 장소도 일본 오키나와로 바뀌었는데 김성근 감독은 첫 해부터 팀을 2년 연속 포스트시즌에 진출시킨 공로를 인정받았고 이 때문에 1998년 10월 23일부터 2년 재계약했으나 IMF 사태 여파로 모기업이 재정난에 시달리면서 구단이 '선수 팔기'라는 극단적 선택을 하게 되어 팀 주축 선수였던 박경완, 김현욱, 김기태, 조규제 등이 현금 트레이드를 통해 타 팀으로 떠나 전력이 크게 약화되었다.
상황이 이렇다 보니 쌍방울은 1998년 제주도에서 전지훈련을 하여 포스트시즌 진출에 실패하자 "다른 경비를 대폭 줄여서라도 해외훈련은 갔다와야 한다"는 김성근 감독의 지론 아래 1999년 오키나와로 전지훈련을 갔는데   김성근 감독은 김기태 김현욱 등  주전들을 트레이드로 잃어버린 뒤 그 해 전반기 성적 17승 59패 5무승부를 기록하는 등 급속한 전력약화를 겪어 전반기 종료 후 해임됐다.
결국 김준환 코치가 감독대행을 맡은 뒤 1999년 시즌 후 쌍방울 감독으로 승격되었으나 쌍방울이 인수가 아닌 해체 후 재창단 형식을 취해 고용 승계가 되지 않아 수석코치가 되는 데 그쳐 프로 야구 팀 감독으로는 단 1경기도 지휘하지 못했다.
난항 끝에 김준환은 쌍방울 해체 후   2000년 1월 창단된  SK 와이번스의 창단 수석코치를 맡았으나 같은 해 말 단행된 '쌍방울 색 지우기' 프로젝트에 따라 해임되었으며 김준환 외에도 1999년 말 김준환이 쌍방울 정식 감독으로 부임한 과정에서 쌍방울 코치로 부임했지만 팀이 2000년 1월 해체된 후 새로 창단된 SK 와이번스에서 코치를 역임한 함학수 김성현 박철우 이건열 코치와 쌍방울 시절부터 몸 담아 온 박상열  김만후 코치가 같은 시기 팀을 떠나야 했고  이외에도 쌍방울에서 그대로 받은 선수들 위주로 대대적인 구조 정리가 단행됐으나 쌍방울이 SK에 선수들을 넘기려면  전지훈련이 필요하다는 의견 아래 쌍방울은 2000년 2월 7일부터 3월 7일까지 하와이로 전지훈련을(92년 이후 8년 만) 떠났으며 최태원 김원형 성영재 조원우 등 당시 쌍방울의 주축 선수들이 여전히 선수협 고수의사를 굽히지 않았던 터라 애를 먹었고  김호 양용모 박진석 김기덕 장재중 손차훈(99년 말 현대에서 방출된 뒤 쌍방울에 입단했으나 이 팀 해체 후 새로 창단한 SK 이적)  김원형 조원우 심성보 등이  선수협에서 탈퇴하여 최태원 김광현(99년 시즌 후 이계성과의 맞트레이드를 통해 쌍방울 유니폼을 입었음에도  이 팀 해체 후 새로 창단한 SK 이적) 성영재 박재용이 당시 선수협에 잔류했는데 김호 성영재는 2000년 시즌 중 해태로 이적했고 장재중은 2001년 LG로 이적했으며  박진석 심성보 김광현 박재용 등이 2000년 시즌 후 방출되어 은퇴했다.
상황이 이렇다 보니 SK 첫 해인  2000년에는 초창기 선수단의 주축이었던  쌍방울 선수들에 대한 신분 정리가 끝나지 않은 상태라 시범경기에 불참했으며 선수협 파동 때문에 두산(OB 포함)으로부터 미운털이 박힌 강병규가 같은 해 3월 23일 SK로 현금 트레이드됐고  SK는 같은 날 강병규 외에도 지역연고(인천) 출신인 권명철 김충민 장광호와  인천 출신이 아니었던 김태석 김종헌 송재익을  데려왔으며 시즌 전 선수협 문제로  전준호와 갈등을 빚은 데다   코칭스태프와의 불화설 뿐 아니라 부상 때문에 개막전부터 출전을 하지 못한 프랜차이즈(인천) 출신 김경기를 현대에서 2000년 7월 현금 2억 5000만원에 트레이드로 데려왔다.